# Elecciones estatales de Hamburgo de 1974
El 3 de marzo de 1974, la octava elección  al Parlamento de Hamburgo tuvo lugar. El SPD, por primera vez desde 1957, perdió la mayoría absoluta de los escaños. Los socialdemócratas continuaron, esta vez obligados, con la coalición social-liberal con el FDP.

## Resultados
| Partido | Partido | Votos   | %    | Escaños |
| ------- | ------- | ------- | ---- | ------- |
|         | SPD     | 469 656 | 45,0 | 56      |
|         | CDU     | 423 912 | 40,6 | 51      |
|         | FDP     | 113 930 | 10,9 | 13      |
|         | DKP     | 23 185  | 2,2  | −       |
|         | NPD     | 7992    | 0,8  | −       |
|         | KPD/ML  | 3001    | 0,3  | −       |
|         | DP      | 877     | 0,3  | −       |
|         | EFP     | 866     | 0,1  | −       |
|         | FSU     | 810     | 0,1  | −       |
|         | AUD     | 521     | 0,1  | −       |